# Iberolacerta bonnali
La lucertola pirenaica delle rocce (Iberolacerta bonnali Lantz, 1927) è un rettile squamato appartenente alla famiglia dei Lacertidi.

## Descrizione
È una lucertola piccola, delicata e con parti superiori appiattite; il corpo è lungo 5-6,5 cm e la coda circa il doppio. La colorazione è estremamente variabile, anche in base al substrato dei vari habitat. Il dorso è perlopiù di colore grigio-brunastro poco vistoso, senza macchie o bande, ma talvolta si possono esservare macchie chiare sulle regioni anteriori del corpo o una banda dorsale mediana scura, in parte interrotta. I fianchi sono marroni scuri, il ventre biancastro e senza marcature.

## Biologia
Assieme alla lucertola di Valle Arán (I. aranica) e alla lucertola di Aurelio (I. aurelioi), forma un gruppo di tre lucertole di montagna strettamente imparentate tra loro che occupano tre piccoli areali isolati sui Pirenei spagnoli e francesi (I. aurelioi anche ad Andorra). Tutte e tre queste specie sono perfettamente adattate alla vita in alta montagna e poco differenziate a livello di caratteristiche morfologiche e biologiche. A causa delle condizioni climatiche estreme dei loro habitat, compiono un lungo periodo di letargo, di 6-9 mesi, restando attivi a seconda dell'altitudine tra la metà di maggio e settembre. Dopo una breve stagione riproduttiva le femmine depongono, solitamente tra giugno e luglio, 1-3 uova che si schiudono ad agosto.

## Distribuzione e habitat
La lucertola pirenaica delle rocce occupa l'areale di distribuzione più ampio tra le tre specie, sui Pirenei centrali (Spagna e Francia), a nord e a sud del crinale principale e ad altitudini di 1700-3000 m (dalla Valle d'Ossau alla Valle d'Aure e al Parco Nazionale di Aigüestortes). Tutte le specie popolano esclusivamente habitat aperti e rocciosi come per esempio falde detritiche o rocce calcaree con erba e arbusti nani.